# Jagdgeschwader 333
A Jagdgeschwader 333 foi uma asa de caças da Luftwaffe, durante a Alemanha Nazi. Formada em Novembro de 1938, foi extinta em Maio de 1939. O seu primeiro grupo foi usado para formar o II./JG 77, e o seu segundo grupo usado para formar o  I./JG 54.